# Radoslav Zdravkov
Radoslav Zdravkov (Sófia, 30 de julho de 1956), é um ex-futebolista e treinador búlgaro, que atuava como atacante médio.

## Carreira
Radoslav Zdravkov fez parte do elenco da Seleção Búlgara de Futebol da Copa do Mundo de 1986 